# Macrotinactis
Macrotinactis là một chi bướm đêm thuộc họ Pterophoridae. Chi này chỉ có 1 loài Macrotinactis stenodactylus, được tìm thấy ở Nam Phi.